# ویلی دویت
ویلی دویت (انگلیسی: Willie deWit؛ زادهٔ ۱۳ ژوئن ۱۹۶۱) ورزشکار بوکس اهل کانادا است.
وی در مسابقات کشوری و بین‌المللی در مجموع برندهٔ ۱ مدال طلا، ۱ مدال نقره، ۱ مدال برنز شده‌است.